# Ilok
Ilok je mesto v Sremu na Hrvaškem, ki upravno spada pod Vukovarsko-sremsko županijo. Naselje ima tudi svoje rečno pristanišče na Donavi.
Ilok je najbolj vzhodno naselje Republike Hrvaške, nahaja se med vinogradi na zahodnem delu Fruške gore, nad reko Donavo, tik ob meji s Srbijo.
Mesto in okoliška regija imata dolgo tradicijo tako vinogradništva kot vinarstva, tu pridelujejo številna odlična vina, v stari kleti v Iloku, iz 18. stoletja, pa še danes hranijo vrhunska arhivska vina. Celotno regijo, katere središče je Ilok, pogosto imenujejo kar »Iločko vinogorje«.

## Zgodovina
Območje današnjega Iloka je bilo poseljeno že v neolitiku in v bronasti dobi. Arheološko najdišče Scordisci, ki sega v pozno latensko kulturo, je bilo izkopano v 70. in 80. letih prejšnjega stoletja, kot del reševalnih izkopavanj v vzhodni Hrvaški. Rimljani so se tod naselili v 1. ali 2. stoletju in zgradili Cuccium, prvo obmejno utrdbo na Donavi. V 6. stoletju so se sem priselili Slovani. Območju so kasneje zavladali bolgarski cesarji, z obdobjem frankovske in hrvaške vladavine pod Ljudevitom Posavskim, zatem pa so se Bolgari vrnili in  ostali, dokler ni bila regija vključena v srednjeveško kraljevino Madžarsko.
V 12. in 13. stoletju se trg Ilok omenja v listinah pod različnimi imeni (Iwnlak, Vilak, Vylok, Wyhok, Wylak). Koncem 13. stoletja so madžarski kralji castrum Vylak podelili mogočni plemiški družini Csák. V 13. in 14. stoletju je bil Ilok glavno mesto srednjeveške države Gornji Srem, ki ji je vladal Ugrin Csák.
Po letu 1354 je mesto Ilok pripadlo Nikolaju in Pavlu Garayju (v hrvaških zapisih Gorjanski), nato pa Nikolaju Kontu iz Orahovice in njegovim potomcem, med katerimi so bili njegov vnuk Ladislav, pravnuk Nikolaj in Lovrenc kot zadnji pripadnik rodbine Újlakov (Iločkih). Nikolaj je bil slavonski ban od 1457 do 1463, njegov sin Lovrenc pa sremski vojvoda od 1477 do 1524.ni
Leta 1456 je János Hunyadi na hitro organiziral križarsko vojsko, ki je ubranila trdnjavo Beograd med otomanskim obleganjem. Med branilci je imel pomembno vlogo tudi Janez Kapistran, ki je v pokopan v župnijski cerkvi v Iloku. 
Leta 1526 je mesto prešlo pod oblast Osmanskih turkov. V tem času je bilo naseljeno predvsem z muslimani. V letih 1566–69 je imel Ilok 238 muslimanskih in 27 krščanskih hiš, Leta 1572 pa 386 muslimanskih in 18 krščanskih hiš. Leta 1669 je prebivalstvo Iloka štelo 1160 hiš, mesto pa je imelo dve mošeji. Bilo je središče kaza v sremskem sandžaku. Habsburška vojska je Ilok prvič zasedla leta 1688, vendar so ga Osmani ponovno zavzeli leta 1690. Leta 1697 je habsburška vojska dokončno prevzela Ilok iz rok Osmanov in muslimansko prebivalstvo je zbežalo.
V času habsburške vladavine je Ilok pripadal Kraljevini Slavoniji, habsburški pokrajini, ki je izmenoma pripadala tako Kraljevini Hrvaški kot Kraljevini Ogrski. Med letoma 1849 in 1868 je bila Kraljevina Slavonija popolnoma ločena habsburška kronovina, leta 1868 pa je bila združena s Kraljevino Hrvaško v Kraljevino Hrvaško-Slavonsko. Konec 19. in v začetku 20. stoletja je bil Ilok glavno mesto sremske županije Kraljevine Hrvaško-Slavonske.

## Znamenitosti

### Dvorec Odescalchi
Dvorec Odescalchi je osrednja stavba v srednjeveškem mestu Ilok, kjer se nahajajo znamenite stare Iloške kleti in Muzej mesta Ilok. Dvorec je mogočna zgradba, zgrajena na temeljih gradu Nikolaja Iloškega iz 15. stoletja. Nikolajev srednjeveški grad s celotno iloško posestjo, ki je takrat zavzemala večji del Srema, je cesar Leopold podaril papežu Inocencu XI. Odescalchiju in njegovi družini kot nagrado za pomoč pri osvoboditvi Iloka izpod Turkov.
Prvi lastnik posesti je bil Livio Odescalchi, ki se je kot poveljnik izkazal tudi pri obrambi Dunaja leta 1683. Papeževi nečaki, aristokrati iz Italije, so prvotno utrdbo razširili in sčasoma spremenili v baročno-klasicistični dvorec. Pod dvorcem so zgradili za tiste čase zelo moderne vinske kleti in z uvedbo traminca (1710) dali zagon vinogradništvu ter vinarstvu. Rodbina je v dvorcu živela vse do konca druge svetovne vojne, zatem je bila leta 1945 vsa njihova posest nacionalizirana.

### Iločki traminec
Ilok je znan po svojih odličnih vinih, posebej pa med njimi izstopa traminec, ki ga točijo tudi na slovesnostih angleškega kraljevega dvora.

## Demografija
| Pregled števila prebivalcev po letih | Pregled števila prebivalcev po letih | Pregled števila prebivalcev po letih | Pregled števila prebivalcev po letih | Pregled števila prebivalcev po letih | Pregled števila prebivalcev po letih | Pregled števila prebivalcev po letih | Pregled števila prebivalcev po letih | Pregled števila prebivalcev po letih | Pregled števila prebivalcev po letih | Pregled števila prebivalcev po letih | Pregled števila prebivalcev po letih | Pregled števila prebivalcev po letih | Pregled števila prebivalcev po letih | Pregled števila prebivalcev po letih |
| ------------------------------------ | ------------------------------------ | ------------------------------------ | ------------------------------------ | ------------------------------------ | ------------------------------------ | ------------------------------------ | ------------------------------------ | ------------------------------------ | ------------------------------------ | ------------------------------------ | ------------------------------------ | ------------------------------------ | ------------------------------------ | ------------------------------------ |
| 1857                                 | 1869                                 | 1880                                 | 1890                                 | 1900                                 | 1910                                 | 1921                                 | 1931                                 | 1948                                 | 1953                                 | 1961                                 | 1971                                 | 1981                                 | 1991                                 | 2001                                 |
| 3110                                 | 3776                                 | 3489                                 | 4288                                 | 4387                                 | 4856                                 | 5475                                 | 5809                                 | 5361                                 | 5696                                 | 6193                                 | 6683                                 | 6700                                 | 6775                                 | 5897                                 |